# Mistrzostwa Polski w kitesurfingu
Mistrzostwa Polski w kitesurfingu 2008 trzecia edycja Pucharu Polski i Mistrzostw Polski Ford Kite Cup. Odbyły się w dniach 15-17 sierpnia w Juracie.
Ford Kite Cup to prestiżowe zawody kitesurfingowe, których sponsorem tytularnym jest firma motoryzacyjna Ford, a sponsorem wspierającym marka Coalition (producent odzieży sportowej) oraz Naish (producent sprzętu sportowego).
Główną konkurencją zawodów był Freestyle oceniany według zasad obowiązujących na Pucharze Świata PKRA. W programie przewidywane były też inne konkurencje jak Big Air/Best Trick, Downloop czy Wave performance, lecz warunki pogodowe na to nie pozwoliły.
Pula wszystkich nagród w całym tegorocznym Pucharze Polski wyniosła ponad 100 000 zł. Zawodników dostali też nagrody rzeczowe ufundowane przez firmy Coalition i Naish.
W imprezie wzięli udział czołowi polscy zawodnicy. Mistrzostwa były ostatnim przystankiem rozgrywek Pucharu Polski Ford Kite Cup, wcześniej zawodnicy brali udział w zawodach w Chałupach, Rewie i Łebie.
Zwycięzcą rozgrywek okazał się startujący z kontuzją kolana Victor Borsuk (Diverse Extreme Team), który bronił swego tytułu mistrza Polski sprzed roku. Drugi na podium pokazał się Jan Korycki, trzecie miejsce zajął Daniel Koziróg.
Nie powiodło się z kolei Łukaszowi Ceranow – mistrzowi Polski z 2006 roku, oraz Mackowi Kozerskiemu, którzy odpadli.

## Wyniki w konkurencji Freestyle
Mężczyźni:
1. Victor Borsuk.
2. Janek Korycki.
3. Daniel Koziróg.

Kobiety:
1. Karolina Winkowska.
2. Wiktoria Boszko.
3. Michalina Laskowska.

Masters:
1. Tomek Janiak.
2. Tomek Lebecki.
3. Marcin Maciejewski.

Juniorzy:
1. Michał Maciejewski.
2. Błażej Ożóg.
3. Dawid Koziróg